# ウィリアム・バード

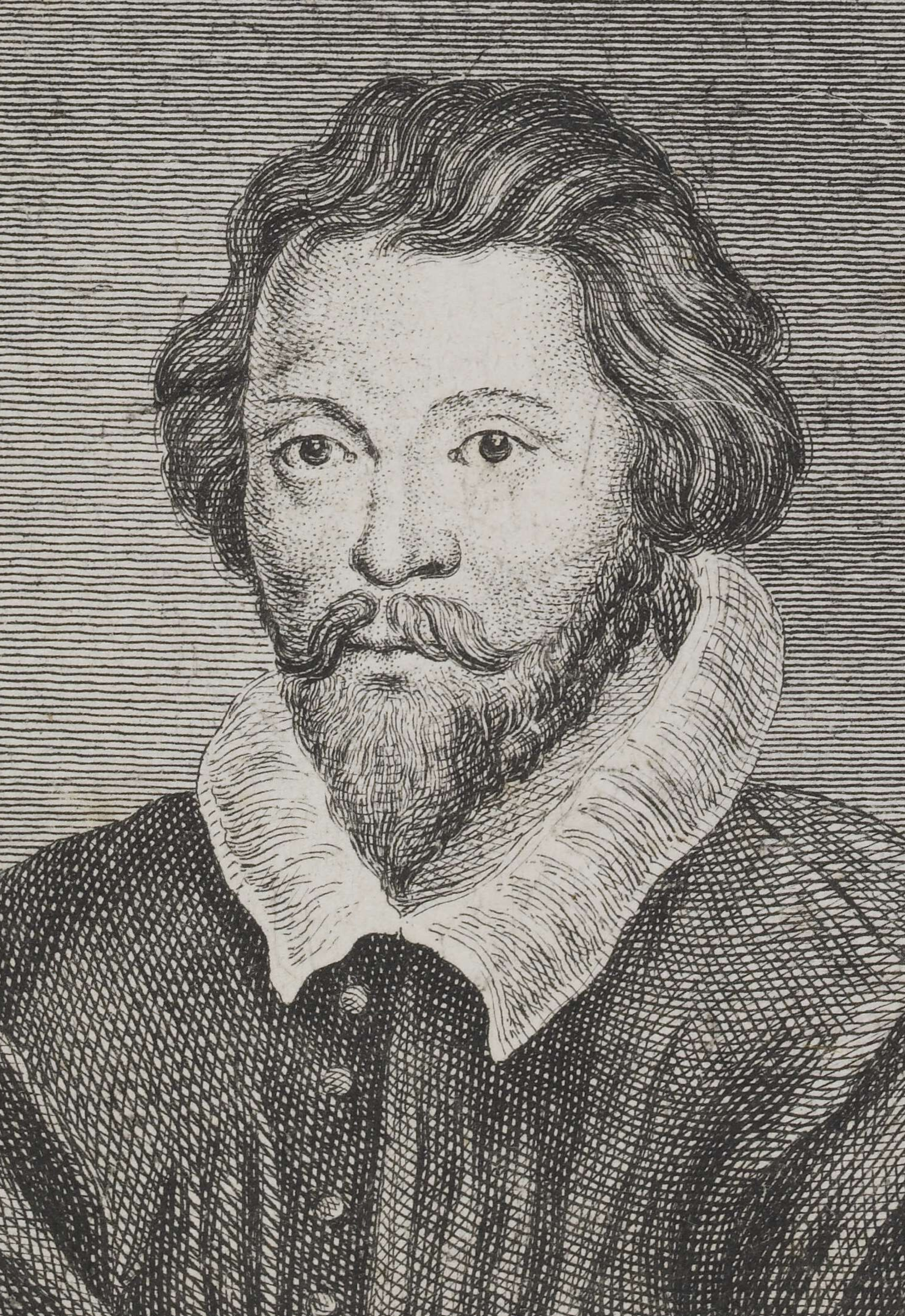
ウィリアム・バード

ウィリアム・バード（William Byrd, 1543年? - 1623年7月4日）は、イングランドで活躍したルネサンス音楽の作曲家である。「ブリタニア音楽の父」 (Brittanicae Musicas Parens) として現代イギリスにおいて敬愛されている。

## 生涯
エドワード6世とメアリー1世のテューダー朝の時代に王室礼拝堂の音楽家であったトマス・バードの息子として生まれ、王室礼拝堂少年聖歌隊の一員としてトマス・タリスから音楽を学んだとされる。バードの名前が公式記録として現れるのは、1563年にロンドン北部にあるリンカン主教座聖堂オルガニスト兼聖歌隊長として赴任したという記述からである。1572年には王室礼拝堂オルガニストとなり、トマス・タリスと同僚となった。2人はエリザベス1世の手厚い保護を受けた。ところがイギリス国教会とカトリックが混在する時代にあって、カトリック教徒であったバードは弾圧から逃れるため1570年代にロンドンからハーリントンに移住した。国教を拒否したカトリック教徒に対する弾圧は1580年から更に強化され、1585年には国教忌避者リストにバードが記載された。その後、カトリック教徒であったジョン・ピーター卿（1549年 - 1613年）の保護を受け、エセックスのスタンドン・マッシーで晩年を過ごした。しかし、バードは、王立礼拝堂のメンバーではあり続け、1619年のアン王女の葬送式に参加した記録がある。

## 音楽
バードは、カトリック教徒であると同時に王立礼拝堂楽員であったため、その音楽は国教会のために作曲され、英語による「グレート・サーヴィス」 (Great Service) は、最も優れたイギリス国教会音楽のひとつであるといわれる。しかしバードの声楽曲の最高傑作は、国教会のイギリスにおいてカトリックの信仰を貫いたバードの信念が感じられるラテン語ミサ曲やモテットである。特に、3声、4声、5声の3曲のラテン語ミサ曲は、ルネサンス音楽全体の中でも傑出した作品である。器楽曲では、ヴァイオルによる小規模な合奏のためのファンタジアやヴァイオルを伴奏に持つ歌曲が名高く、オルガン曲やヴァージナル曲等の鍵盤音楽も多数残している。